# Sympetrum orientale
Sympetrum orientale – gatunek ważki z rodziny ważkowatych (Libellulidae).